# Nikolaj Suetin
Nikolaj Michajlovič Suetin, in russo Николай Михайлович Суетин? (Mjatlevo, 6 novembre 1897 – Leningrado, 22 gennaio 1954), è stato un designer e grafico russo.

## Biografia

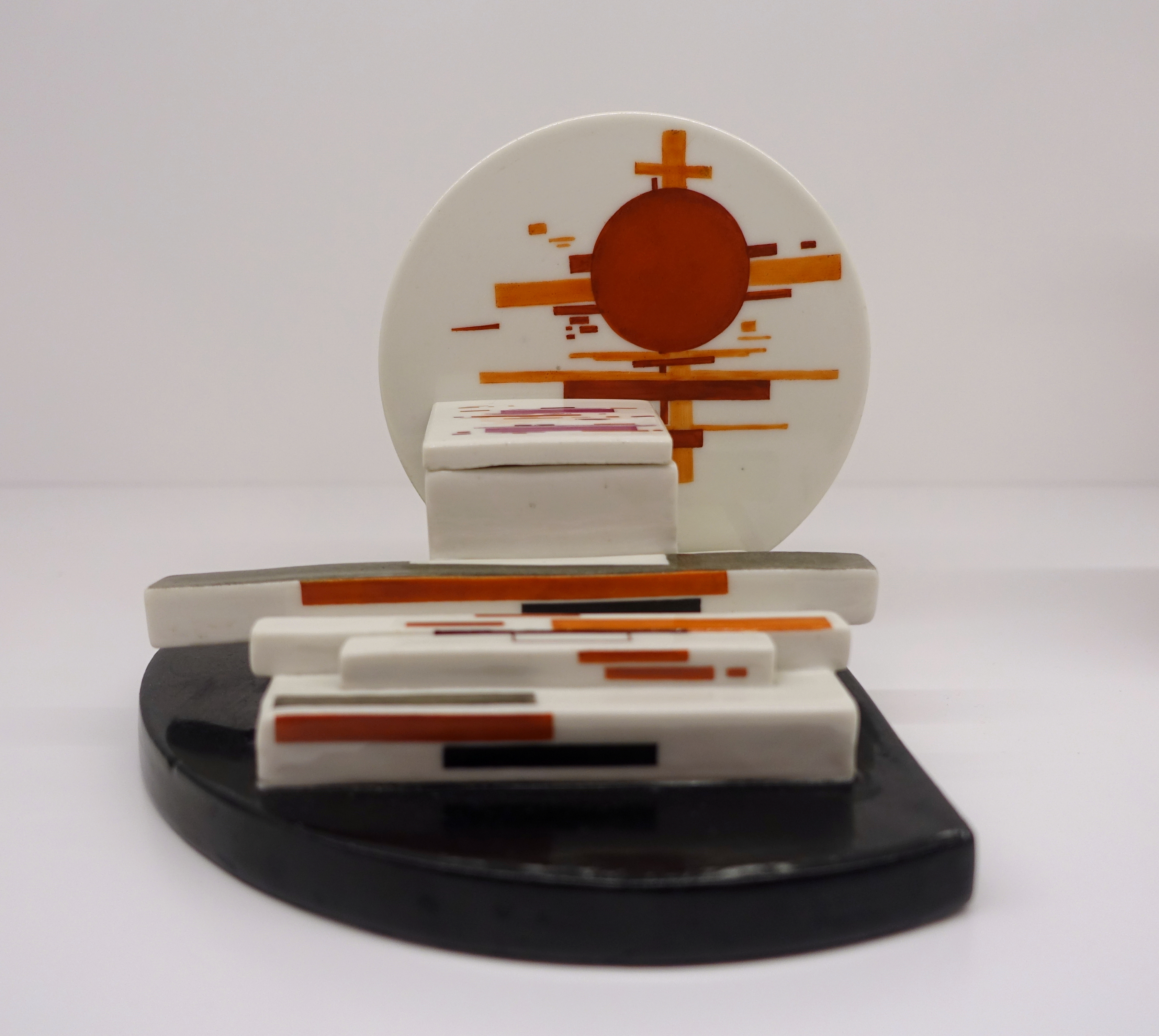
Un set da scrivania in porcellana dipinto da Nikolaj Suetin

Nikolaj Suetin nacque il 6 novembre (25 ottobre secondo il calendario giuliano) a Mjatlevo, un villaggio dell'oblast' di Kaluga.
Durante la prima metà della sua carriera professionale, è strettamente associato alle forme astratte e avanguardiste della pittura suprematista che era emersa negli anni immediatamente precedenti la Rivoluzione russa del 1917 . Nikolaj Suetin studiò all'Istituto d'arte di Vicebsk fra il 1918 e il 1922, unendosi al gruppo progressista UNOVIS nel 1919 . Fondato dall'artista Kazimir Severinovič Malevič, UNOVIS tentò di forgiare un'alleanza fra le belle arti e i prodotti industriali di utilizzo quotidiano, tendenze che si sono parimenti riflesse nell'ambito del costruttivismo russo . Nikolaj Suetin lavorò in seguito con Malevič ai progetti architettonici suprematisti e applicò gli stessi principi suprematisti alle sue decorazioni in ceramica per la Manifattura statale di porcellana Lomonosov di Leningrado. Espose un servizio da tè suprematista all'Esposizione delle Arti Decorative e Industriali di Parigi nel 1925, ma nel 1932, divenuto capo designer alla Manifattura di Porcellana, la sua opera si ispirerà a forme di decorazione più tradizionali, in accordo con il regime totalitario staliniano.
Progettò il padiglione sovietico per l'Esposizione Internazionale delle Arti e delle Tecniche di Parigi del 1937 e per la Fiera Mondiale di New York del 1939.